# 鈴木哲 (野球)
鈴木 哲（すずき てつ、1964年1月22日 - ）は、福島県出身の日本の元プロ野球選手（投手）、野球指導者。
ソウルオリンピック野球の銀メダリスト。

## 来歴・人物

### プロ入り前
中学で野球を始め、当時は三塁手だった。福島県立福島高等学校では現聖光学院監督の斎藤智也と同期。1981年春の県大会では準決勝で福島商の古溝克之と投げ合うが敗れた。夏の県大会では準々決勝まで進出するが、平工に惜敗。2年浪人して慶應義塾大学文学部に進学した。同期に後に主将となる猿田和三が居たが、当時慶大には課外活動等を評価する推薦制度がなかったため、猿田も2年浪人している。入学時は肩の筋肉が衰えていたが、トレーニングを重ねて2年春には志村亮とともに投手陣の柱に成長。1985年秋季リーグではチーム13年ぶりとなる優勝を飾る。直後の明治神宮大会では登板がなかったが、1学年下の志村亮が主戦を務めると決勝で西崎幸広を擁する愛知工大を降し初優勝。1986年春季リーグでは、勝てば優勝の決まる早慶戦で9回2死から加藤正樹に逆転サヨナラとなる二塁打を打たれ、優勝を逃している。4年生になると最速145km/hの速球で東京六大学野球リーグ屈指の速球派右腕と評される。1987年の日米大学野球選手権大会日本代表に選出された。リーグ通算48試合登板、18勝10敗、防御率2.74、199奪三振を記録。プロからも注目を集めたが、海外に出て勉強をしたいとしてドラフト会議前に熊谷組への入社を宣言し、指名する球団は現れなかった。中日ドラゴンズと読売ジャイアンツはそれぞれドラフト1位での指名を検討していたが、鈴木の指名拒否を受けそれぞれ立浪和義と橋本清（ともにPL学園の同級生）を1位指名した。
社会人1年目の1988年は都市対抗に出場し、1回戦から3試合連続で先発、準々決勝では日本たばこを完封する。しかしNTT東海との準決勝では、同点の9回1死一、三塁の場面で登板し、湯之戸孝修にサヨナラ3ランホームランを打たれた。
また同年は第30回アマチュア野球世界選手権日本代表、ソウルオリンピック野球日本代表に選ばれている。翌1989年の都市対抗にもエースとして出場、2勝をあげ準々決勝に進むが新日鐵堺に敗れた。チームメートに宮里太、佐藤和弘らがいた。
社会人時代も一貫してプロ入り拒否の姿勢を示していたが、1989年度ドラフト会議で西武ライオンズから指名を受けた。指名直後は入団しない事を明言したが、一方でドラフト直前に西武のスカウトと接触しており、二回の交渉の結果、契約金と年俸それぞれ7,500万円、840万円（金額はいずれも推定）で入団に合意している。

### プロ時代
1990年から先発・中継ぎとして1軍の試合に登板し、9月12日の対ロッテ戦ではプロ初先発で完封勝利を挙げている。また、11月にはパ・リーグ東西対抗にも出場した。
1991年はオープン戦の第一戦に先発するなど期待され、7月には連続完投勝利を挙げるなど14試合に先発している。同年の日本シリーズでは第4戦に登板し、2回を3安打1失点に抑えた。
1992年は登板機会が減少して年俸は400万円減の1,400万円（推定）となっている。ひじ痛などで思うように成績が伸ばせず。
1993年オフに植田幸弘との交換トレードで広島東洋カープへ移籍。
1994年はアンダースロー気味にフォームを変え自己最多の36試合に登板して防御率2.62と、リリーフとして活躍した。
1995年10月に金銭トレードにより西武に復帰。
1997年シーズンを最後に現役を引退した。

### 現役引退後
引退後は西武のスカウトとして東北地区や海外を担当した。2012年に二軍ディレクターに就任し、2017年からは編成部（プロ担当チーフ）。
2022年11月22日、ベースボール・チャレンジ・リーグ（ルートインBCリーグ）・群馬ダイヤモンドペガサスの監督に就任することが発表された。2023年シーズンの群馬は北地区の最下位に終わり、シーズン終了後の10月30日に監督退任が発表された。

## 選手としての特徴
サイドハンド気味のスリー・クォーターから繰り出す140km/h台の速球が持ち味で、スライダーやフォークも投げていた。一方で制球力が課題となり、先発ローテーションに定着できなかった。

## 詳細情報

### 年度別投手成績
| 年 度     | 球 団     | 登 板 | 先 発 | 完 投 | 完 封 | 無 四 球 | 勝 利 | 敗 戦 | セ 丨 ブ | ホ 丨 ル ド | 勝 率 | 打 者 | 投 球 回 | 被 安 打 | 被 本 塁 打 | 与 四 球 | 敬 遠 | 与 死 球 | 奪 三 振 | 暴 投 | ボ 丨 ク | 失 点 | 自 責 点 | 防 御 率 | W H I P |
| --------- | --------- | ----- | ----- | ----- | ----- | -------- | ----- | ----- | -------- | ----------- | ----- | ----- | -------- | -------- | ----------- | -------- | ----- | -------- | -------- | ----- | -------- | ----- | -------- | -------- | ------- |
| 1990      | 西武      | 7     | 4     | 1     | 1     | 0        | 1     | 1     | 0        | --          | .500  | 135   | 28.2     | 28       | 2           | 20       | 0     | 3        | 19       | 1     | 0        | 12    | 9        | 2.83     | 1.67    |
| 1991      | 西武      | 20    | 14    | 2     | 1     | 0        | 4     | 6     | 0        | --          | .400  | 334   | 77.2     | 67       | 8           | 41       | 1     | 7        | 48       | 1     | 0        | 39    | 35       | 4.06     | 1.39    |
| 1992      | 西武      | 4     | 2     | 0     | 0     | 0        | 0     | 2     | 0        | --          | .000  | 63    | 11.1     | 20       | 3           | 6        | 0     | 1        | 11       | 1     | 0        | 18    | 15       | 11.91    | 2.29    |
| 1993      | 西武      | 5     | 0     | 0     | 0     | 0        | 0     | 1     | 0        | --          | .000  | 48    | 10.0     | 10       | 0           | 11       | 0     | 2        | 2        | 1     | 0        | 9     | 9        | 8.10     | 2.10    |
| 1994      | 広島      | 36    | 6     | 0     | 0     | 0        | 2     | 3     | 1        | --          | .400  | 319   | 75.2     | 63       | 6           | 37       | 2     | 3        | 58       | 0     | 0        | 25    | 22       | 2.62     | 1.32    |
| 1995      | 広島      | 8     | 0     | 0     | 0     | 0        | 0     | 0     | 0        | --          | ----  | 37    | 8.0      | 8        | 0           | 6        | 0     | 0        | 3        | 1     | 0        | 5     | 5        | 5.63     | 1.75    |
| 1996      | 西武      | 4     | 0     | 0     | 0     | 0        | 0     | 0     | 0        | --          | ----  | 23    | 4.1      | 6        | 0           | 4        | 0     | 0        | 4        | 0     | 0        | 4     | 1        | 2.08     | 2.31    |
| 通算：7年 | 通算：7年 | 84    | 26    | 3     | 2     | 0        | 7     | 13    | 1        | --          | .350  | 959   | 215.2    | 202      | 19          | 125      | 3     | 16       | 145      | 5     | 0        | 112   | 96       | 4.01     | 1.52    |

- 各年度の太字はリーグ最高

### 記録
- 初登板：1990年6月1日、対近鉄バファローズ9回戦（西武ライオンズ球場）、9回表に2番手で救援登板・完了、1回1失点
- 初奪三振：同上、9回表に吉田剛から
- 初先発・初勝利・初完投・初完封：1990年9月12日、対ロッテオリオンズ20回戦（西武ライオンズ球場）
- 初セーブ：1994年4月24日、対横浜ベイスターズ3回戦（横浜スタジアム）、8回裏に3番手で救援登板・完了、2回無失点

### 背番号
- 34 （1990年 - 1993年）
- 26 （1994年 - 1995年）
- 46 （1996年 - 1997年）
- 77 （2023年 ）